# Robert Goddard (författare)
För vetenskapsmannen med samma namn, se Robert Goddard

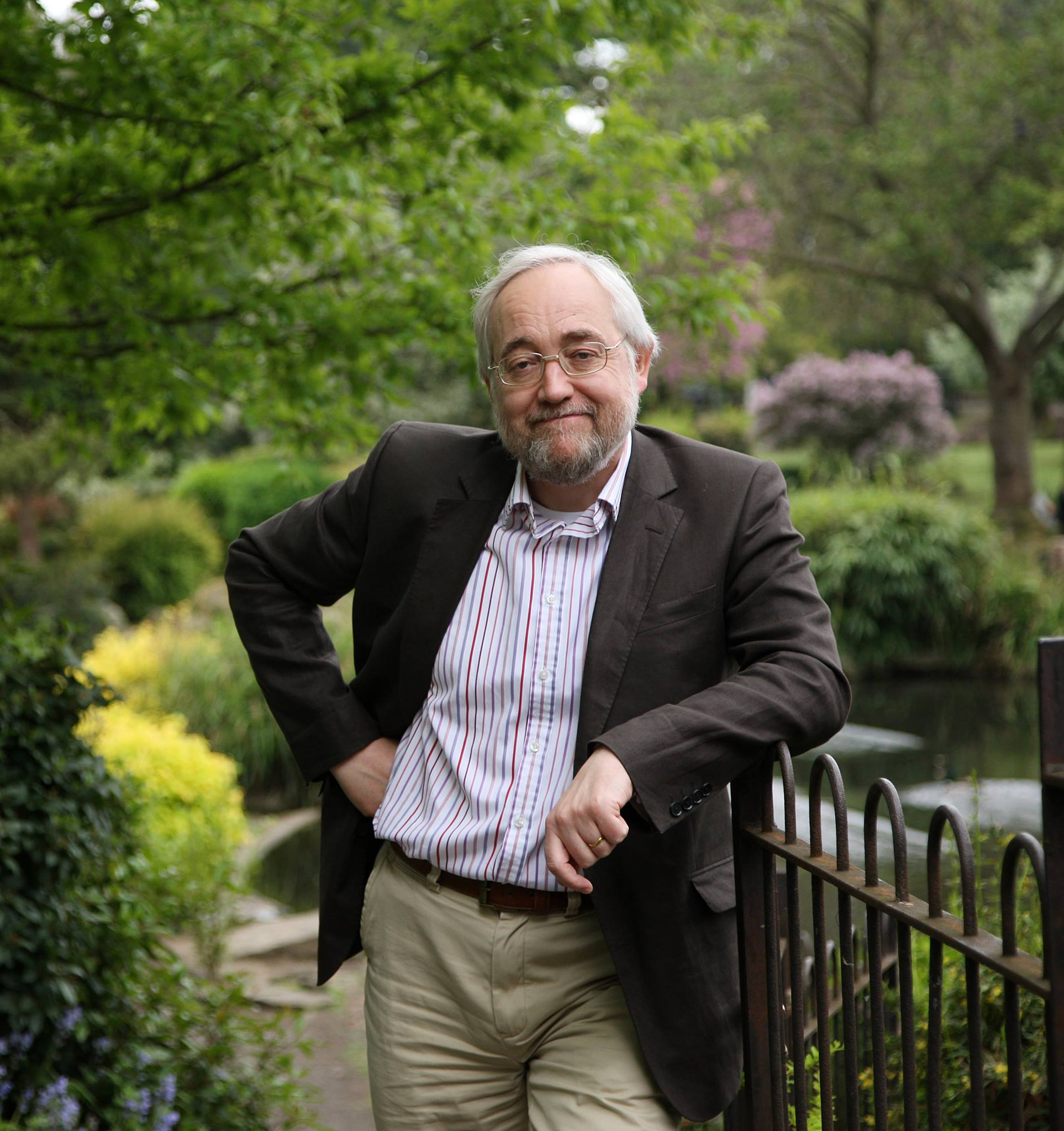
Robert Goddard

Robert Francis Goddard, född 13 november 1954 i Fareham, Hampshire, är en brittisk författare i genren spänningslitteratur. Debuten kom 1986 med romanen Illdåd på spåren (Past Caring), som gavs ut på svenska 1988.

## Biografi
Goddard utbildades vid Price's School i Fareham innan han påbörjade historiestudier vid Cambridge. Innan karriären som författare tog fart arbetade han bland annat som journalist och lärare.
Hans romaner utspelar sig ofta både i en historisk och samtida kontext med en huvudperson som gradvis avslöjar en konspiration som varit hemlig under en längre tid.

## I Sverige
Under åren 1988–1999 gav Norstedts förlagsgrupp ut sju av Goddards romaner på svenska: Fångad i ljuset, Illdåd på spåren, Mörklagt motiv, Säg aldrig farväl, Upp i rök, Ur skuggors led och Utan återvändo.
Mellan 2009 och 2012 gav Ekholm & Tegebjer förlag ut tre av Goddards böcker på svenska. Romanen För glömda synders skull hade världspremiär på svenska.

### På originalspråk
- Past Caring (1986)
- In Pale Battalions (1988)
- Into the Blue (1990)
- Take No Farewell (1991)
- Hand in Glove (1992)
- Closed Circle (1993)
- Borrowed Time (1995)
- Out of the Sun (1996)
- Beyond Recall (1997)
- Caught in the Light (1998)
- Set in Stone (1999)
- Sea Change (2000)
- Dying to Tell (2001)
- Days Without Number (2003)
- Play to the End (2004)
- Sight Unseen (2005)
- Never Go Back (2006)
- Name to a Face (2007)
- Found Wanting (2008)
- Long Time Coming (2010)

### På svenska (följt av originaltitel)
- Goddard, Robert; Preis Thomas (övers.) (1988). Illdåd på spåren (Past Caring). Stockholm: AWE/Geber. Libris 7220035. ISBN 91-20-07682-7 (inb.)
- Goddard, Robert; Preis Thomas (övers.) (1989). Ur skuggors led (In Pale Battalions). Stockholm: AWE/Geber. Libris 7220089. ISBN 91-20-07754-8 (inb.)
- Goddard, Robert; Törngren Disa (övers.) (1991). Mörklagt motiv (Painting the Darkness). Stockholm: AWE/Geber. Libris 7220236. ISBN 91-20-15133-0 (inb.)
- Goddard, Robert; Granqvist Hans (övers.) (1992). Upp i rök (Into the Blue). Stockholm: Norstedt. Libris 7156106. ISBN 91-1-921782-X (inb.)
- Goddard, Robert; Törngren Disa (övers.) (1993). Säg aldrig farväl (Take No Farewell). Stockholm: Norstedt. Libris 7156122. ISBN 91-1-921982-2 (inb.)
- Goddard, Robert; Ahlström Barbro (övers.) (1998). Utan återvändo (Beyond Recall). Stockholm: Norstedt. Libris 7150906. ISBN 91-1-300319-4 (inb.)
- Goddard, Robert; Ahlström Barbro (övers.) (1999). Fångad i ljuset (Caught in the light). Stockholm: Norstedt. Libris 7151125. ISBN 91-1-300655-X (inb.)
- Goddard, Robert; Roos Gunilla (övers.) (2009). För glömda synders skull (Long Time Coming). Stockholm: Ekholm & Tegebjer. Libris 11483987. ISBN 978-91-86048-05-1 (inb.)
- Goddard, Robert; Setterborg Gabriel (övers.) (2011). När samvetet kallar (Blood Count). Stockholm: Ekholm & Tegebjer. ISBN 978-91-86048-13-6 (inb.)
- Goddard, Robert; Setterborg Gabriel (övers.) (2012). Tills sanningen segrar (Fault Line). Stockholm: Ekholm & Tegebjer. ISBN 978-91-86048-22-8 (inb.)